# Phạm Sỹ Lợi
Phạm Sỹ Lợi (sinh ngày 15 tháng 3 năm 1962) là chính trị gia người Việt Nam. Ông từng là Phó Bí thư thường trực Tỉnh ủy, Chủ tịch Hội đồng nhân dân tỉnh Hà Nam nhiệm kì 2016-2021.

## Tiểu sử
Phạm Sỹ Lợi sinh ngày 15 tháng 3 năm 1962, quê quán ở xã Thanh Hà, huyện Thanh Liêm, tỉnh Hà Nam.
Ngày 2 tháng 7 năm 2016, tại kỳ họp thứ nhất Hội đồng nhân dân tỉnh Hà Nam khóa 18, ông Phạm Sỹ Lợi, Phó Chủ tịch Ủy ban nhân dân tỉnh Hà Nam khóa 17, Phó Bí thư thường trực Tỉnh ủy Hà Nam đã được bầu làm Chủ tịch Hội đồng nhân dân tỉnh Hà Nam nhiệm kỳ 2016-2021.